# Билень, Зиновий Евстахович
Зиновий Евстахович Билень (род. 18 мая 1941, Западная Украина) — советский футболист, нападающий, тренер. Мастер спорта СССР (1968).

## Биография
Родился на Западной Украине. Во время Великой Отечественной войны семья оказалась на оккупированной территории. После войны отец был убит бандеровцами. В 1948 году семья Биленей была выслана в Омск.
Начинал играть в уличный футбол. В 14 лет был приглашён на стадион «Торпедо», где стал играть за команду Сибзавода, первый тренер Вадим Бакшеев. С 16 лет играл в юношеской сборной Омска у Николая Ревякина. В 1959 году в 18 лет был взят в омский «Иртыш». С 1961 года проходил армейскую службу в СКА Новосибирск. В 1964 году играл за «Иртыш» и сборную РСФСР. Приглашался в «Кайрат» и «Зенит», но оказался в команде класса «Б» «Шинник» Ярославль, в котором провёл 1965 год. С 1966 года — вновь в «Иртыше». 16 октября 1970 года в матче против «Строителя» Уфа (6:0) забил 5 мячей. В 1972 году перешёл в «Динамо» Барнаул, где и завершил карьеру в 1975 году. Отличался хорошей игрой головой.
Работал тренером в команде КФК «Красная Звезда». В 1991—1994 годах — тренер, главный тренер «Иртыша». Затем переехал в Санкт-Петербург.